# Trętowo-Mazarnięta
Trętowo-Mazarnięta – osada w Polsce, w województwie mazowieckim, w powiecie ciechanowskim, w gminie Opinogóra Górna.
Do 31 grudnia 2023 miejscowość była częścią wsi Długołęka.
Osada wchodzi w skład sołectwa Długołęka